# Mondsee
Mondsee är en ort och köpingskommun i Österrike. Den ligger i distriktet Vöcklabruck i förbundslandet Oberösterreich, 230 kilometer väster om huvudstaden Wien. 
Frida Uhl, gift med August Strindberg åren 1893–1897, föddes 1872 i Mondsee.